# Lambert Schmithausen
Lambert Schmithausen (* 17. November 1939 in Köln) ist ein deutscher Indologe.

## Leben
Von 1958 bis 1963 studierte er Indologie, Arabistik und Philosophie an den Universitäten Köln, Bonn und Wien. Nach der Promotion 1963 zum Dr. phil. an der Universität Wien und der Habilitation 1966 für das Fach Indologie an der Universität Münster war er von 1970 bis 1973 außerplanmäßiger Professor in Münster. 1973 übernahm er den Lehrstuhl für Indologie (Buddhologie, Tibetologie) an der Universität Hamburg. Seit 2005 ist er Professor emeritus in Hamburg. Er hatte Gastprofessuren in Canberra (1989), Kyoto (1999 und 2005) und Tokyo (2006). Seit 1977 ist er Mitglied der Joachim-Jungius-Gesellschaft der Wissenschaften. Seit 1996 ist er korrespondierendes Mitglied der Österreichischen Akademie der Wissenschaften.
Seine Forschungsgebiete sind früher Buddhismus, buddhistische Philosophie (insbesondere Yogacara) und buddhistische Ethik (Naturethik, Gewaltproblematik, Wertehierarchien und -konflikte, Vegetarismus).

## Schriften (Auswahl)
- Maṇḍanamiśra's Vibhramavivekaḥ. Mit einer Studie zur Entwicklung der indischen Irrtumslehre. Vorgelegt in der Sitzung am 17. Juni 1964. Wien 1965, OCLC 264744378.
- Der Nirvāṇa-Abschnitt in der Viniścayasaṃgrahaṇī der Yogācārabhūmiḥ. Wien 1969, OCLC 235951769.
- The problem of the sentience of plants in earliest Buddhism. Tokio 1991, ISBN 4-906267-24-6.
- Plants in early Buddhism and the far eastern idea of the Buddha-nature of grasses and trees. Lumbini 2009, ISBN 978-9937-2-1716-3.